# Фонд Жетулиу Варгаса
Фонд Жетулиу Варгаса (порт. Fundação Getulio Vargas, англ. Getulio Vargas Foundation, FGV) — бразильское высшее учебное заведение и аналитический центр, названный в честь президента Жетулиу Варгаса; был основан в городе Рио-де-Жанейро в 1944 году; имеет также постоянное представительство в городе Бразилиа.

## История
Фонд Жетулиу Варгаса (FGV/ФЖВ) был создан 20 декабря 1944 года в городе Рио-де-Жанейро на базе Административного управления коммунального хозяйства: первоначальная цель заключалась в подготовке специалистов для работы в государственной и частной администрации страны. Он объединяет более 90 исследовательских центров, научно-исследовательских организаций и учебных заведений Бразилии; финансируется как правительством страны, так и частными лицами.
В FGV входят: Бразильский институт управления, Бразильская школа гражданской администрации, Центр статистики и регионального учёта, Межамериканская школа гражданской администрации, Центр национального учёта, Центр по изучению проблем промышленного развития, Центр по изучению аграрных проблем и Школа по подготовке научных кадров в области экономики, а также — Школа по подготовке руководящих кадров для предприятий, расположенная в городе Сан-Паулу, Бразильский институт экономики, Межамериканский центр научных исследований по управлению предприятиями, научными и учебными организациями и Институт гражданского права и политических наук.
Фонд издаёт несколько научных журналов — включая «Revista Brasileira de Economia», «Conjuntura Econômica», выходящий на португальском и английском языках, «Revista de Direito Administrativo» и «Revista de Ciência Política». Общий тираж журналов, по данным на 1982 год, достигал 300 тысяч экземпляров. FGV предлагает образовательные программы в более чем 100 городах Бразилии, работая через сеть аффилированных партнерских учреждений.